# Lang Jeffries
Lang Jeffries (eigentlich William Loppin, * 7. Juni 1930 in Ontario, Kanada; † 12. Februar 1987 in Huntington Beach, Kalifornien) war ein kanadischer Schauspieler.

## Leben
Jeffries lebte eine Zeit lang in Michigan, bevor er seinen Wehrdienst antrat. Als Soldat nahm er im Koreakrieg an der Schlacht von Inchon teil, wo er bei einem Landungsunternehmen als einer von nur drei Überlebenden an einem von General Douglas MacArthur geleiteten Angriff teilnahm.
1958 trat er erstmals als Schauspieler in Erscheinung: Bis 1960 verkörperte er in 73 Folgen den Skip Johnson in der Fernsehserie Rescue 8. Danach begann er als Hauptdarsteller eine erfolgreiche Reihe von Filmen in Europa, vor allem in Italien. Dabei war er bis 1965 vornehmlich in Sandalenfilmen (manchmal geführt als Jeffrey Lang), anschließend in Agentenfilmen und in seiner in Deutschland bekanntesten Rolle als Titelheld von Perry Rhodan – SOS aus dem Weltall zu sehen. 1971 drehte er seinen letzten europäischen Film; danach spielte er nur noch dreimal in Actionfilmen. Zeit seiner Karriere spielte er auch Gastrollen in Fernsehserien.
Jeffries war von 1960 bis 1962 mit seiner Kollegin Rhonda Fleming in deren dritter von sechs Ehen verheiratet.

## Filmografie (Auswahl)
- 1958–1960: Rescue 8 (Fernsehserie)
- 1960: Die Sklaven Roms (La rivolta degli schiavi)
- 1964: Die letzten Tage des sündigen Rom (L'incendio di Roma)
- 1966: Rembrandt 7 antwortet nicht
- 1966: Beckett Affaire (L'affare Beckett)
- 1966: Leise töten die Spione (Le spie uccidono in silenzio)
- 1966: Lotosblüten für Miss Quon
- 1966: Der schwarze Skorpion (Cifrato speciale)
- 1967: Frank Collins 999 – Mit Chloroform geht's besser (Moresque: obiettivo allucinante)
- 1967: Perry Rhodan – SOS aus dem Weltall (…4 …3 …2 …1 …morte)
- 1968: Kampf um Rom (2 Teile)
- 1968: Requiem für Django (Réquiem para el gringo)
- 1970: Todepiste Le Mans (Le Mans, scorciatoia per l'inferno)
- 1982: Firebird Tornado (The Junkman)
- 1983: Auf dem Highway spielt die Polizei verrückt (Deadline Autotheft)